# Wapen van Herwen en Aerdt

Het wapen van Herwen en Aerdt toont het wapen van de voormalige gemeente Herwen-en-Aerdt, opgebouwd met de afgeleide kwartieren van het oude wapen van Herwen en Aerdt (Lobith), Rossum en Van der Horst. De omschrijving luidt:
"Gedeeld: I in goud een geopende gekanteelde burcht van keel met 2 ronde vensters en een vierkant venster van zilver (2): 1), voor de poortopening een slagboom, eveneens van zilver, II doorsneden: a in zilver 3 papegaaien van keel (2): (1); b gedwarsbalkt van zilver en azuur van 10 stukken met een goudgekroonden leeuw van keel over alles heen. Het schild gedekt door een gouden kroon van 3 bladeren en 2 parels."

## Geschiedenis
De gemeente Herwen en Aerdt ontstond in 1818 als gevolg van herindelingen toen het gebied bij Nederland werd gevoegd. De gemeente Lobith bestond echter maar negen maanden en werd weer bij Herwen en Aerdt gevoegd. Omdat de nieuwe gemeente geen wapen bezat, gebruikte men een afbeelding dat afkomstig was van het schuttersgilde uit Lobith, bestaande uit een gekanteelde toren waarvan de kleuren onbekend zijn. Onder het wapen stond een wapenspreuk in het Latijn: "Deus Turris Mea" (God is mijn sterkte) op een lint. Tot ver in de 19e eeuw bediende men zich van dit wapen.
Op 21 juli 1913 richtte men een brief aan de rijksarchivaris van Gelderland waarin het gemeentebestuur vroeg of Aerdt, Herwen of Lobith ooit een wapen gevoerd hebben. Op 28 juli kwam een ontkennend antwoord. Hij stuurde wel een afbeelding mee van een wapen dat de familie Van Aerdt gevoerd zou hebben, een blauw schild met een gouden kruis. Daar werd verder niets mee gedaan. Intussen brak de Eerste Wereldoorlog uit, waardoor de wapenaanvraag geen prioriteit meer genoot. In 1925 werd de draad weer opgepakt, het idee was om het oude wapen van Lobith te voorzien van heraldisch verantwoorde kleuren, Herwen en Aerdt zouden overgeslagen worden. Daarmee was burgemeester Bruns het niet eens. Er werd een beroep gedaan op A.F.O. van Sasse van Ysselt (de latere voorzitter van de Hoge Raad van Adel) om met een ontwerp te komen. De burgemeester was over dat ontwerp ook niet tevreden, hij wilde er schildhouders bij en een hertogskroon zoals in het wapen van Gelderland. Echter schildhouders en een hertogskroon bleken volgens de regels van de heraldiek niet mogelijk, omdat deze gewoonlijk worden overgenomen van een heerlijkheidswapen. Herwen en Aerdt was immers nooit een hertogdom of heerlijkheid geweest. Vandaar dat het schild een gravenkroon kreeg.
Op 22 oktober 1925 werd de aanvraag ingediend, voorzien met een uitgebreide historie van de gemeente. De Hoge Raad was niet helemaal tevreden over het werk van hun collega. De Hoge Raad reageerde met een voorstel om de volgende wijzigingen door te voeren; voor de deuropening van de toren moest een slagboom komen, de tong en nagels van de leeuw moesten rood worden in plaats van goud, een enkele staart hebben, geen dubbele staart. De wijzigingen werden in de raadsvergadering van 8 juni 1926 met algemene stemmen aanvaard. Toen de Hoge Raad een afbeelding van het wapen stuurde, bekeek de burgemeester deze met argusogen. Hij zag een fout, de zilveren dwarsbalken van Van der Horst waren in wit uitgevoerd, terwijl het schild van Rossum wel in zilver was uitgevoerd. De tekenaar verklaarde dat hij dat zo had ingekleurd om te verduidelijken dat het schild uit drie kwartieren bestaat. De klacht werd gegrond verklaard. De tekening werd teruggezonden ter correctie, hetgeen geschiedde op 14 februari 1927.

## Verwante wapens

Oude wapen van Herwen en Aerdt
Het wapen van Rossum
Van der Horst